# 西藏人民党
西藏人民党是一个海外藏人政党，由丹增热杰于2011年5月建立，希望努力使西藏人民民主进程中的更多人参与进来。该党目前在西藏流亡议会中拥有14个席位。该党支持扎西望都参加2016年西藏司政选举。